# Maple syrup urine disease
Maple syrup urine disease (MSUD) är en sällsynt ärftlig ämnesomsättningssjukdom som orsakas av en medfödd oförmåga att bryta ner vissa beståndsdelar i äggviteämnen, protein. När kroppen inte kan bryta ner dessa ämnen ansamlas de istället, och när de når alltför höga nivåer påverkar de bland annat hjärnan. Namnet på sjukdomen kommer av att personer med sjukdomen får en karakteristisk lönnsirapsluktande urin (maple syrup är engelska för lönnsirap). Övriga symptom är attacker med epileptiska kramper, medvetslöshet, tilltagande hjärnskador och även död, om inte sjukdomen upptäcks och behandlas i tid. Behandlingen går ut på att patienten ges en strikt reglerad specialkost, där man har minskat mängden av de ämnen patienten inte kan bryta ner till ett minimum, och levertransplantation. Specialkosten botar inte sjukdomen, men om patienten sköter sin kosthållning och söker vård vid allvarligare infektioner eller liknande tillstånd av vävnadsnedbrytande karaktär, kan sjukdomen hållas i schack. Levertransplantation är ett botande alternativ, vilket dock i sig kräver livslång medicinering för att förhindra avstötning av den intransplanterade levern.

## Förekomst
Sjukdomen beskrevs för första gången 1954 i USA av tre amerikanska barnläkare, som rapporterade om fyra fall med snabbt progredierande hjärnskador i kombination med lönnsirapluktande urin. Sjukdomen förekommer över hela världen, och drabbar cirka fem barn per miljon nyfödda, men med relativt stora skillnader mellan olika länder. Särskilt hög förekomst finns i folkgrupper med inavel, som till exempel hos Amishfolket i USA. Sjukdomen nedärvs autosomalt recessivt, vilket betyder att man, för att få sjukdomen, måste få ett sjukdomsanlag från båda sina föräldrar. Båda föräldrarna måste alltså vara bärare av den sjukdomsframkallande genvarianten. En bärare är inte sjuk själv, men om en bärare av genen får barn med en annan bärare är risken att barnet ska utveckla sjukdomen 25%.

## Orsak
Orsaken till sjukdomen är en brist på det mitokondriella enzymkomplexet BCKD (branched-chain -ketoacid dehydrogenase), vilket behövs för att metabolisera aminosyror med grenade sidokedjor, såsom leucin, isoleucin och valin. Detta gör att dessa aminosyror ansamlas i blodet och kroppsvävnaderna, och kan då blockera transporten av övriga essentiella aminosyror över blod-hjärnbarriären, så att det uppkommer en brist på dessa i hjärnan och syntesen av myelin störs. Leucin i höga mängder tros även kunna störa natriumbalansen, och på så sätt leda till hjärnödem.

## Klinisk bild
Sjukdomen finns i fem olika kliniska varianter med varierande svårighetsgrad. Vid den svåraste, akuta formen debuterar symptomen redan strax efter födseln i form av medvetandesänkning, kräkningar och kramper och, om inget görs, koma och död. Vid de lindrigare formerna debuterar sjukdomen senare i livet, och ger ofta symptom framför allt i samband med stress (infektion, fasta, trauma) då kroppen bryter ner kroppseget protein till fria aminosyror. I samband med detta kan stora mängder leucin frisättas, vilket kan utlösa en attack.

## Behandling
Behandlingen utgörs i första hand av specialdiet där man utesluter de tre aktuella aminosyrorna i möjligaste mån, och att man i samband med infektioner och inför operationer förhindrar nedbrytning av kroppsegna proteiner genom tillförsel av insulin och glukos (det senare för att undvika lågt blodsocker av insulinet). Levertransplantation är botande.